# Kilmallock
Kilmallock (Cill Mocheallóg) est une ville du comté de Limerick en république d'Irlande.
La population était de 1 761 habitants en 2022.

## Histoire
Le nom de la ville dérive de l'irlandais Cill Mocheallóg, qui signifie "l'église de Mocheallóg", saint Mocheallóg ayant construit une église dans la région au début du VIIe siècle. celui-ci a également établi un ermitage avec une petite communauté de moines sur l'une des îles Blasket au large de la côte du comté de Kerry.
La ville était importance à la fin de la période médiévale, se classant parmi les principales zones urbaines d'Irlande à l'époque. L'église collégiale Saint-Pierre-et-Saint-Paul a été construite en 1241. Kilmallock occupait une position stratégique importante et, par conséquent, la ville devenait souvent une cible en temps de guerre.
En 1571, Kilmallock a été saccagée et brûlée par les forces de James FitzMaurice FitzGerald lors des Rébellions des Geraldines du Desmond. Les martyrs catholiques irlandais (en), l'évêque Patrick O'Hely et le frère Conn O'Rourke, ont été pendus sur ordre du président du Munster, Sir William Drury, devant l'une des portes des remparts de Kilmallock le 13 août 1579. Leurs corps sont restés suspendus au gibet pendant quatorze jours. Les deux prêtres ont été béatifiés par le pape Jean-Paul II en septembre 1992.

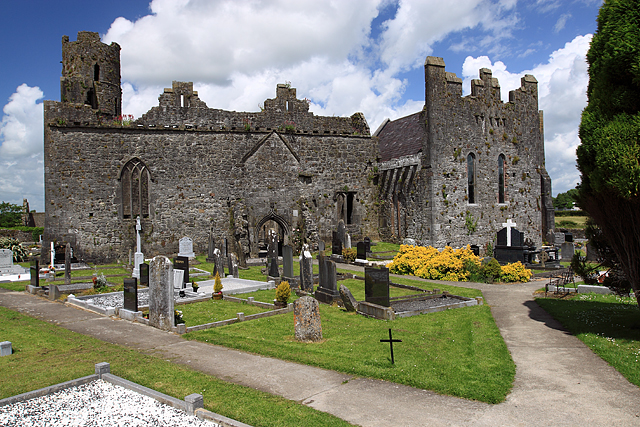
Collégiale (1241-1935).

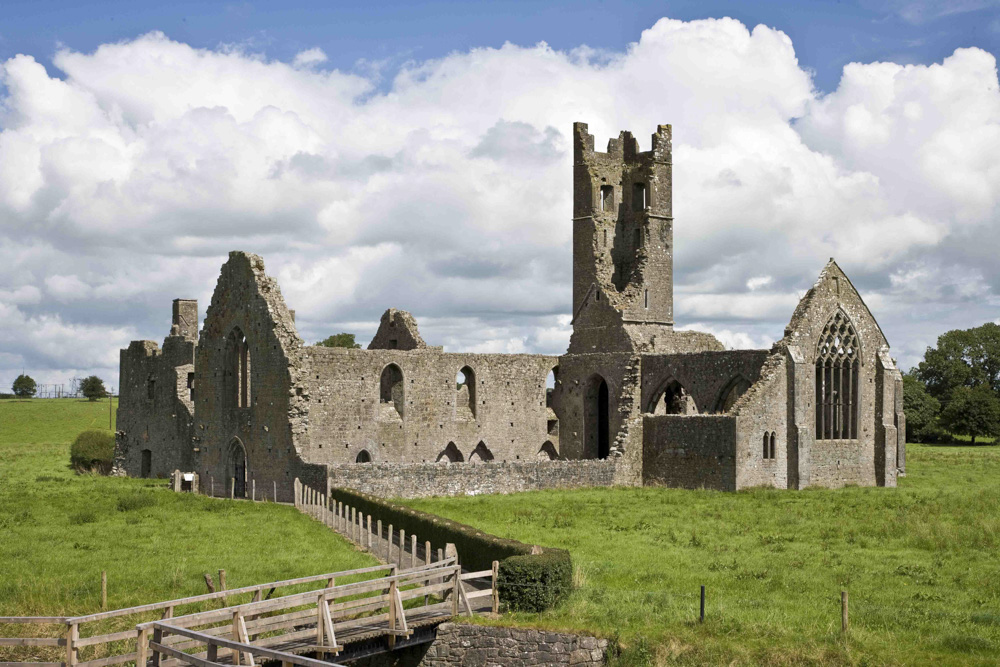
Abbaye (1291-1790).

Soixante-dix ans plus tard, durant les guerres confédérées irlandaises, l'abbaye dominicaine de Kilmallock fut attaquée et détruite par une armée parlementaire sous les ordres de Lord Inchiquin en 1648. Ses ruines sont le monument historique le plus connu de la ville.
Pendant la guerre civile irlandaise, à la bataille de Kilmallock (25 juillet-5 août 1922), la ville a connu des combats acharnés en juillet, lorsqu'elle a été tenue par les forces de l'IRA sous les ordres de Liam Deasy et finalement prise par les troupes de l'armée irlandaise sous le commandement du général Eoin O'Duffy. Cette bataille est l'un des événements qui ont contribué à la dissolution de l'éphémère république de Munster (en).
Dans le cadre d'une brève campagne sectaire en juillet 1935, des incendiaires réduisent en cendres le bâtiment de l'Église d'Irlande, causant des dommages d'une valeur de plusieurs milliers de livres.

## Personnalités
- Eyre Coote (1726–1783), lieutenant général et chef des forces de la Compagnie britannique des Indes orientales
- Seán Moylan (1888–1957), officier et politicien